# Burg Friedlingen
Die Burg Friedlingen ist eine abgegangene Wasserburg auf der Gemarkung des Ortsteils Friedlingen der Stadt Weil am Rhein im Landkreis Lörrach in Baden-Württemberg. Bis ins Jahr 1650 waren für die Burg Friedlingen auch die Namen Schloß Ötlikon oder Ottlingen gebräuchlich. Heutzutage spricht man eher von Schloss Friedlingen.

## Lage

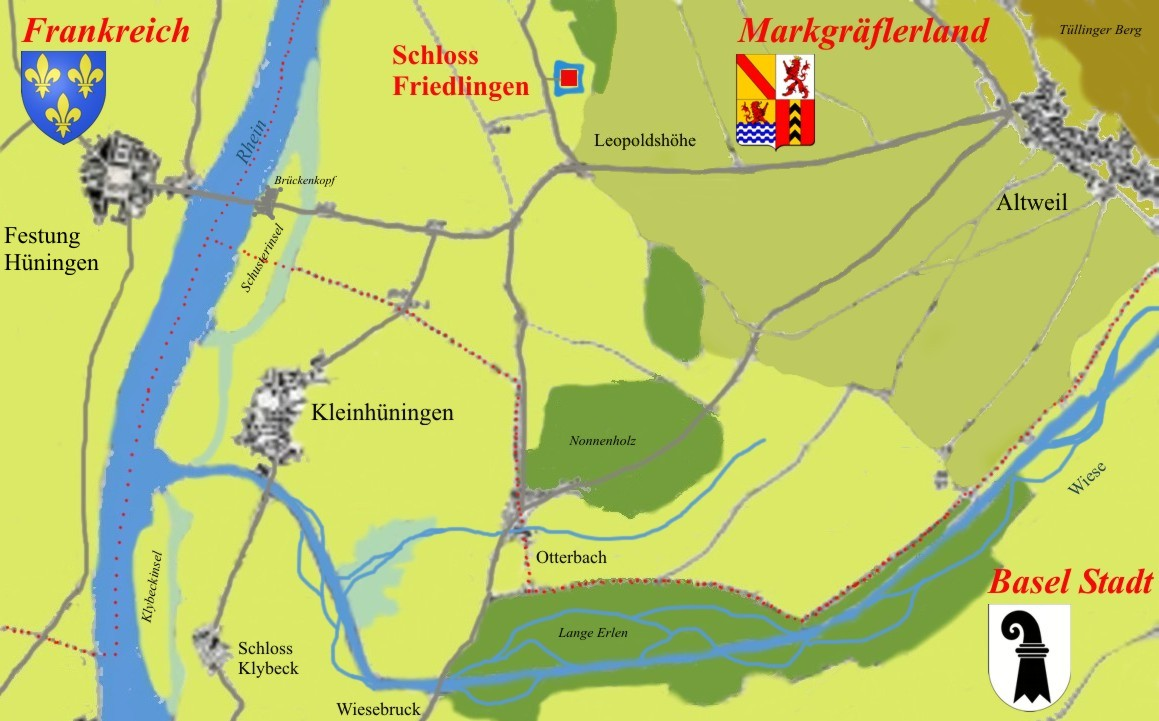
Schloß Friedlingen im Markgräflerland im 17. Jahrhundert

Das Schloss Friedlingen lag am Fuße des Leopoldshöher Raines. Es wurde als ein paradiesischer Ort inmitten einer wunderschönen Auenlandschaft, umgeben von Weihern und alten Baumbeständen, beschrieben. Aufgrund seiner exponierten Grenzlage zu Frankreich und auch zur Stadt Basel war die Umgebung des Schlosses immer wieder Schauplatz kriegerischer Handlungen. Schließlich wurde dem Schloss die unmittelbare Nähe zur französischen Vauban-Festung Hüningen zum Verhängnis, aus deren Schutz heraus die Franzosen im 17. und 18. Jahrhundert verheerende Einfälle in das Markgräflerland unternahmen.
Im heutigen Stadtbild von Weil am Rhein müsste man das Schloss westlich der Sternenschanzstraße, zwischen Weiherweg und Lustgartenstraße lokalisieren.

## Geschichte
Der Ort Ötlikon wurde im Jahre 1280 erstmals urkundlich erwähnt und gehörte damals zur Landgrafschaft Sausenberg – das Basler Kloster Klingental erwarb dort Güter und war bis zu seiner Auflösung 1559 der größte Grundbesitzer.
Wann und von wem das Weiherschloss erbaut wurde, ist nicht bekannt. Im Jahre 1311 wurde es abermals erwähnt, als es als Lehen der Herren von Rötteln an die Basler Ritter der Münch von Münchenstein kam. Im Jahre 1356 wurde das Schlösschen durch das große Basler Erdbeben zerstört. Am 13. Juli 1368 verkaufte Konrad Münch von Münchenstein das Schloss und einige Ortschaften für 1400 Gulden an den Röttler Markgraf Rudolf.
Am 5. August 1445 wurde das Schloss, wie vom Basler Chronisten Christian Wurstisen erwähnt, in den Wirren des Alten Zürichkriegs von den Baslern in Brand gesetzt. Hintergrund war ein Rachezug der Basler in den österreichischen Breisgau. Auf ihrer Rückkehr zündeten die Basler das Schloss an, in dem sich der aus der Stadt ausgewiesene Basler Bürger Adelberg von Bärenfels aufgehalten hatte, der sich, wie andere Basler Ritter auch, für die Berufung der Armagnaken gegen die Schweizer ausgesprochen hatte.

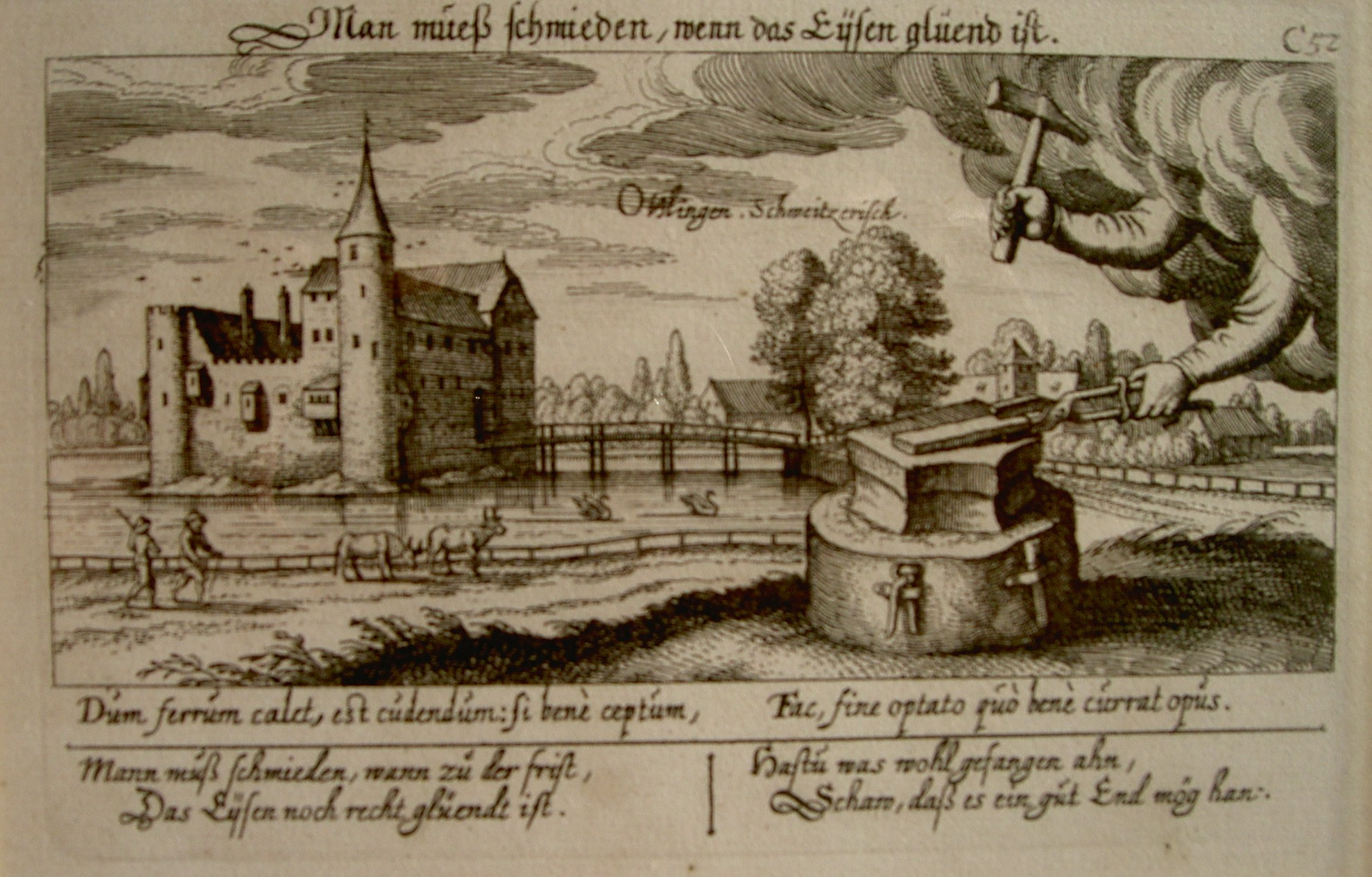
Schloss Ötlikon, Darstellung aus dem Thesaurus philopoliticus von Daniel Meisner, um 1623.

In der Folgezeit verfiel das Schloss und wurde erst im Jahre 1561, also mehr als hundert Jahre später, von Michael Rappenberger, Landschreiber zu Rötteln, wieder instand gesetzt. Danach erwarben es die Herren von Rotberg, ehe es im Jahre 1640 von Markgraf Friedrich V. von Baden im Tausch gegen das Dorf Hertingen erworben wurde. Die Zeit des Dreißigjährigen Krieges überstand das Schloss nicht unbeschadet und musste daher abermals renoviert werden. Im Andenken an den Westfälischen Frieden und die überwundene Kriegszeit benannte der Markgraf Schloss Ötlikon im Jahre 1650 in Schloss Friedlingen um. Es folgte eine etwa 28 Jahre währende Blütezeit des Schlosses, in der es von der markgräflichen Familie für gesellschaftliche Anlässe, wie Hochzeiten, Hoffeste und Jagden genutzt wurde. Am 6. Februar 1678 wurde Schloss Friedlingen in den Kriegshandlungen des Holländischen Krieges von französischen Truppen unter dem Marschall François de Créquy besetzt und teilweise zerstört. Im Gegensatz zu den zerstörten Nachbarschlössern Rötteln, Sausenburg, Badenweiler oder Hiltelingen, wurde das Schloss Friedlingen wieder instand gesetzt.
Das neue, recht stattliche Kammergut Friedlingen bestand aus dem Schloss, dem Meierhof mit Wohnhaus, Hof, Scheune, Stallung, Speicher, einem Schäferhäuslein, einem Baum-, Kraut- und Grasgarten, landwirtschaftlichen Flächen und verschiedenen Fischweihern, sowie zwei Rheininseln. Nach der Schlacht bei Friedlingen am 14. Oktober 1702 wurde das Schloss zerstört und nicht wieder aufgebaut. Nachdem im Jahre 1733 im polnischen Erbfolgekrieg die letzten beiden verbliebenen Bauernhöfe des Ortes Friedlingen zerstört wurden, entschloss sich um ca. 1750 der Markgraf Karl Friedrich, das Kammergut und seine Ländereien an verschiedene Bauern und die Gemeinde Weil zu verkaufen.
Von der ehemaligen Burganlage ist nichts erhalten.